# カウケネス県
カウケネス県（スペイン語: Provincia de Cauquenes）は、チリ中部にあるマウレ州 (VII) の4つの県のうちの1つである。県都はカウケネス市。

## 地理と人口動態
県都のカウケネスは、サンティアゴの370 km (230 mi)南西に位置する。以下は、国立統計研究所（INE）の2002年国勢調査による。
- 面積：3,027.2 km2 (1,169 sq mi)
- 人口：57,088人
  - 男性：28,356人
  - 女性：28,732人
  - 都市的地域：38,660人（67.7%）
  - 地方：18,428（32.3%）
- 人口密度：18.9人/k㎡（49人/平方マイル）
- 人口増加率：3.3%（1,846人） - 1992年〜2002年

## 行政
県であるカウケネスは、第二級行政区画であり、大統領によって任命される知事が政治を行っている。

### コムーナ
県は、各自治体の市長と議会により政治が行われる、3つのコムーナ（スペイン語：comunas）から構成される。
- カウケネス
- チャンコ
- ペリュウエ